# Sajour
Le Sajour (en arabe syrien الساجور / al-Sājūr ; en turc Sacur ou Bağırsak Deresi, littéralement la « rivière de l'intestin ») est un affluent de la rive droite de l'Euphrate.

## Géographie
Le Sajour, qui prend sa source dans la région turque de Gaziantep, forme une vallée verdoyante dans une terre aride, recelant de nombreux sites archéologiques. La région est bien irriguée et se situe sur l'isohyète de 400 mm. Le barrage de Kayacık, en amont de la frontière, forme une première retenue d'eau destinée à l'irrigation. Passé la frontière turco-syrienne, la rivière est retenue par un second barrage, avant de se jeter dans l'Euphrate en aval de la localité syrienne de Qiratah, au nord-est de Manbij.

## Histoire
Des prospections ont révélé une occupation ancienne assez dense, beaucoup de sites répertoriés datant du Chalcolithique et de l’Âge du Bronze. À ses ressources en bois, il faut ajouter une probable spécialisation, dès la deuxième moitié du troisième millénaire, dans la production d'huile d'olive et de vin. La vallée semble avoir été abandonnée au tournant des XVIIe et XVIe siècles av. J.-C. puis durant tout le Bronze récent, avant une période d'occupation continue par les présences romano-byzantine et islamique, assez documentées. La vallée du Sajour abrite notamment la forteresse croisée de Turbessel.